# Phraterfabanella
Phraterfabanella is een geslacht van uitgestorven kreeftachtigen uit de klasse van de Ostracoda (mosselkreeftjes).

## Soorten
- Phraterfabanella boomeri Cabral & Colin, 2015 †
- Phraterfabanella tridentinensis Whatley & Boomer, 2001 †